# Kalajoki älv
Kalajoki älv eller bara Kalajoki är en 130 km lång flod i Finland som rinner genom Mellersta Österbotten ner i Bottenviken.
Kalajoki börjar i Reisjärvi, rinner först i nordostlig riktning till Haapajärvi sjö och svänger kraftigt åt nordväst och rinner genom orterna Haapajärvi, Nivala, Ylivieska, Alavieska och Kalajoki. Den största bifloden är Vääräjoki, som sluter an till Kalajoki älv vid dess mynning.